# 天主教卡斯塔尼亞爾教區
天主教卡斯塔尼亞爾教區（拉丁語：Dioecesis Castagnalensis de Pará），是巴西一個天主教教區，位於帕拉州東北部。屬貝倫總教區。
教區成立於2004年12月29日升為教區。2006年有教友580,400人，佔總人口80.4%。有卅一個堂區、司鐸四十六人。現任教區主教為嘉祿·韋爾扎萊蒂。